# Trädformat datanät

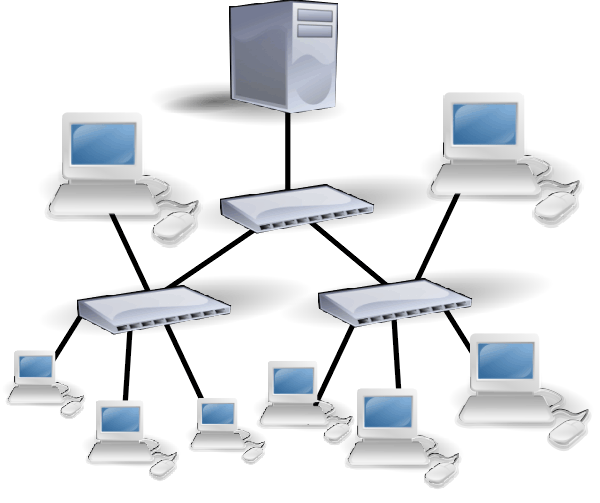
Ett trädformat nätverk med sina grenar

Trädformat datanät är en typ av struktur för datanätverk, där noderna inom nätverket är hierarkiskt länkade till varandra. Den översta noden kallas för roten varifrån nätverket grenar ut sig ifrån. Varje gren utgår bara ifrån en nod men kan i sin tur grenas ytterligare neråt. Genom trädstrukturen finns det alltid bara en väg från en nod att ta sig upp till roten i trädet. Noderna blir därmed känsliga för avbrott ovanför dem i trädet men kan fungera autonomt i sin del av nätverket. Risken för nätverksloopar är dessutom obefintlig.
Medelstora moderna ethernet-intranät (2010) är vanligen trädformade. Små nät är vanligen stjärnformade medan riktigt stora nät ofta har reservförbindelser mellan trädformade delnät.